# Sergej Makarov (lední hokejista)
Sergej Makarov (* 19. červen 1958 Čeljabinsk) je bývalý reprezentační hokejista narozený v Sovětském svazu. V sovětské reprezentaci byl členem legendární a obávané pětky spolu s Larionovem, Krutovem, Fetisovem a Kasatonovem. Této formaci se přezdívalo Green line, podle barvy tréninkových triček. Byl považován za nejnebezpečnějšího z celé pětky a hrával pravé křídlo. Byl federací IIHF zvolen do "Týmu století". V SSSR hrál stejně jako jeho 4 spoluhráči za tým CSKA Moskva a 9× byl nejlepším střelcem celé sovětské ligy. Vynikal skvělým bruslením a technikou. Celá pětka spolu trénovala více než 300 dní v roce dvou až třífázově a přehrávala tak soupeře hlavně díky neopakovatelné souhře.

## Úspěchy
Makarov během své úspěšné kariéry vyhrál 2x zimní olympijské hry, 8x mistrovství světa a 1x Kanadský pohár. Na mistrovství světa posbíral celkem 11 medailí a je jedním z nejúspěšnějších hokejistů vůbec. Je členem Síně slávy IIHF.

## NHL
V sezóně 1989/90, už jako legenda, začal Makarov svoji kariéru v NHL v dresu Calgary Flames. Do zámoří vlétl jako uragán a po polovině odehrané sezóny útočil na všechny klubové rekordy v produktivitě, ovšem na úkor obranné činnosti. Po zásahu trenéra již body nesbíral v takovém množství, ale s přehledem vyhrál bodování mezi nováčky. Vyhrál Calder Memorial Trophy pro nejlepšího nováčka roku. Tento paradox, kdy 32letá žijící legenda vyhraje trofej pro nováčky, donutil vedení NHL změnit pravidla při udílení této trofeje, a to tak, že ji nemůže vyhrát hráč starší 26 let - tzv. "pravidlo Makarov". V NHL hrál i za týmy San Jose Sharks a Dallas Stars.